# Ixcán
Ixcán (de Q’anjob’al: «Lugar donde se inicia el firmamento o Raíz del Cielo») es un municipio de la zona norte del Departamento de Quiché en la República de Guatemala, específicamente en la región petrolera de la Franja Transversal del Norte. Tiene una extensión de 1575 kilómetros cuadrados y su cabecera municipal es Playa Grande. La mayor parte de sus habitantes pertenecen a diferentes grupos étnicos indígenas que llegaron a la región luego de la creación de la Franja Transversal del Norte en 1970.  Anteriormente era una región inhóspita y alejada de los centros urbanos, por lo que no se había poblado; de hecho, cuando se hicieron los límites con México entre 1882 y 1896, se reportaron cientos de muertes de trabajadores de la Comisión Guatemalteca de Límites, debido a lo insalubre de la región.
Luego de la Independencia de Centroamérica en 1825, la Asamblea del Estado de Guatemala dividió los territorios del país y asignó a Ixcán —como se le llamaba entonces— al departamento de Totonicapán/Huehuetenango y al circuito de Jacaltenango en el Distrito N.º 9 (Totonicapán) para la impartición de justicia por juicio de jurados. A partir del 3 de abril de 1838, fue parte de la región que los criollos liberales establecieron como el Estado de Los Altos, hasta que este fue reintegrado a la fuerza por el general conservador mestizo Rafael Carrera en 1840.
Su frontera con México fue establecida en 1896, tras el Tratado Herrera-Mariscal que suscribiera el presidente Justo Rufino Barrios en 1882 con el gobierno de México, y por medio del cual el gobierno guatemalteco renunció definitivamente a sus reclamos sobre el territorio de Soconusco y Guatemala perdió cerca de 10 300 km, catorce pueblos, diecinueve aldeas y cincuenta y cuatro rancherías, mientras que México perdió solamente un pueblo y veintiocho rancherías.  Fue tan nefasto el convenio para Guatemala, que el informe del director de la Comisión de Límites, el ingeniero Claudio Urrutia, fue confiscado por el gobierno del presidente Manuel Estrada Cabrera cuando se hizo público en 1900, y luego por el gobierno del licenciado Julio César Méndez Montenegro cuando se reimprimió en 1968.
Durante el Enfrentamiento Armado Interno de Guatemala, la zona petrolera de Ixcán fue una de las regiones en donde ocurrieron los combates más intensos, e incluso se ha discutido que ocurrió una política de tierra arrasada por parte de la Fuerzas Armadas de Guatemala entre 1980 y 1983; muchos de los habitantes próximos a la frontera con México se refugiaron en campamentos en Chiapas y no regresaron a Guatemala sino hasta en 1993, durante el gobierno del ingeniero Jorge Serrano Elías.  Otros se agruparon en las llamadas «Comunidades de Población en Resistencia» bajo el control de la insurgencia, las cuales fueron reguladas hasta 1994.

## División política

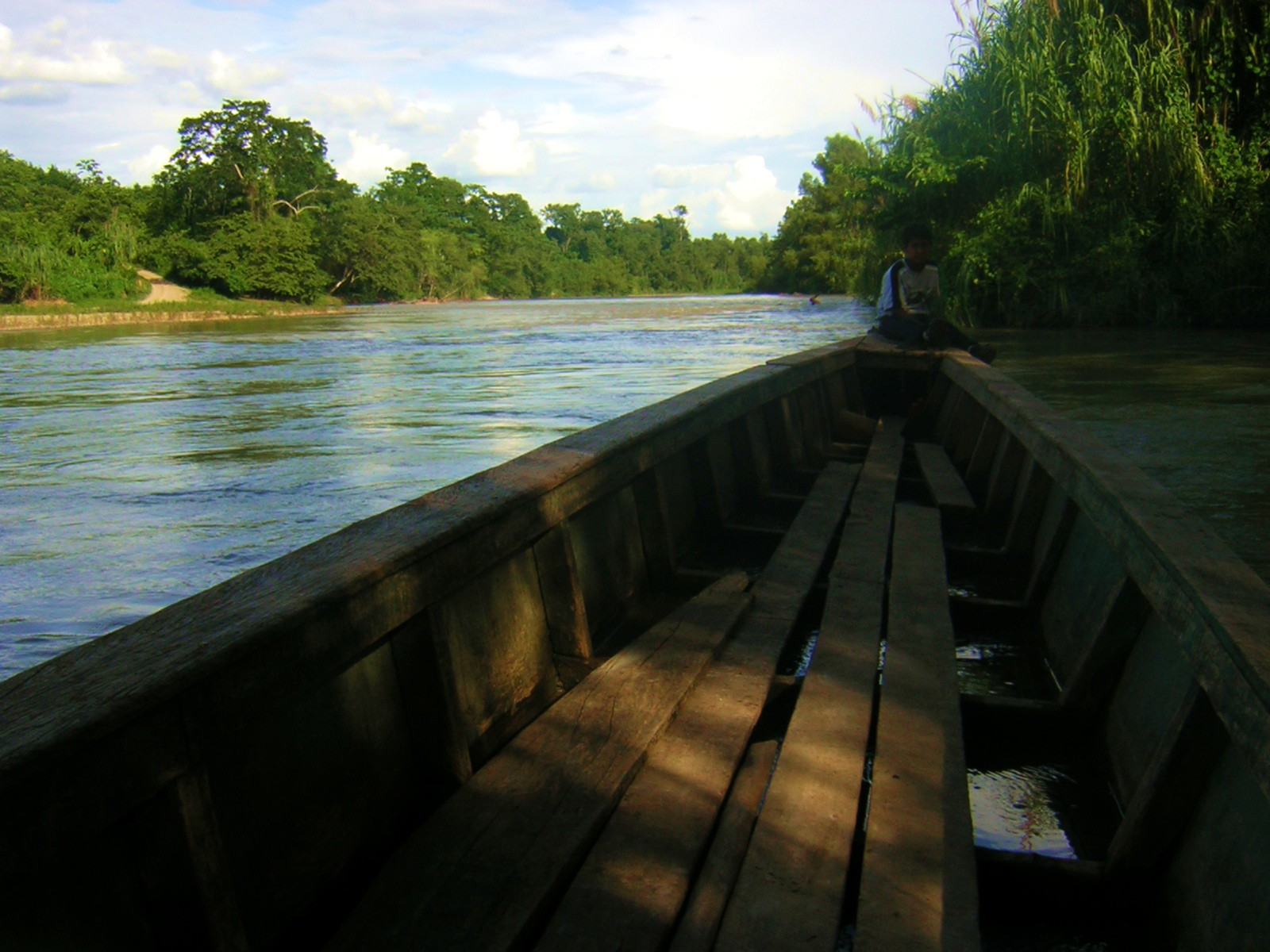
Cayuco sobre el río Xalbal entre Victoria 20 y Cuarto Pueblo

El municipio se divide en siete microrregiones de la siguiente manera:
| Microrregión | Cabecera       | Microrregión | Cabecera           |
| ------------ | -------------- | ------------ | ------------------ |
| I            | Playa Grande   | II           | Tzetún             |
| III          | Santiago Ixcán | IV           | Valle Candelaria I |
| V            | El Recuerdo    | VI           | San Juan Chactelá  |
| VII          | Mayalán        |              |                    |

Playa Grande es la cabecera municipal (centro urbano-administrativo) del municipio. Se encuentra a 374 km de Ciudad de Guatemala y cuenta con 14, 218 habitantes (datos de 2021).

## Geografía física

### Clima
La cabecera municipal de Ixcán tiene clima tropical (Clasificación de Köppen: Af).
| Parámetros climáticos promedio de Ixcán | Parámetros climáticos promedio de Ixcán | Parámetros climáticos promedio de Ixcán | Parámetros climáticos promedio de Ixcán | Parámetros climáticos promedio de Ixcán | Parámetros climáticos promedio de Ixcán | Parámetros climáticos promedio de Ixcán | Parámetros climáticos promedio de Ixcán | Parámetros climáticos promedio de Ixcán | Parámetros climáticos promedio de Ixcán | Parámetros climáticos promedio de Ixcán | Parámetros climáticos promedio de Ixcán | Parámetros climáticos promedio de Ixcán | Parámetros climáticos promedio de Ixcán |
| Mes                                     | Ene.                                    | Feb.                                    | Mar.                                    | Abr.                                    | May.                                    | Jun.                                    | Jul.                                    | Ago.                                    | Sep.                                    | Oct.                                    | Nov.                                    | Dic.                                    | Anual                                   |
| --------------------------------------- | --------------------------------------- | --------------------------------------- | --------------------------------------- | --------------------------------------- | --------------------------------------- | --------------------------------------- | --------------------------------------- | --------------------------------------- | --------------------------------------- | --------------------------------------- | --------------------------------------- | --------------------------------------- | --------------------------------------- |
| Temp. máx. media (°C)                   | 29.2                                    | 30.6                                    | 32.2                                    | 33.4                                    | 33.4                                    | 32.4                                    | 31.5                                    | 31.8                                    | 31.3                                    | 30.6                                    | 30.0                                    | 29.0                                    | 31.3                                    |
| Temp. media (°C)                        | 23.6                                    | 24.3                                    | 25.9                                    | 27.1                                    | 27.6                                    | 27.1                                    | 26.5                                    | 26.6                                    | 26.3                                    | 25.8                                    | 24.9                                    | 23.5                                    | 25.8                                    |
| Temp. mín. media (°C)                   | 18.0                                    | 18.0                                    | 19.7                                    | 20.9                                    | 21.9                                    | 21.9                                    | 21.6                                    | 21.5                                    | 21.4                                    | 21.0                                    | 19.8                                    | 18.0                                    | 20.3                                    |
| Precipitación total (mm)                | 118                                     | 87                                      | 76                                      | 83                                      | 199                                     | 448                                     | 449                                     | 437                                     | 526                                     | 440                                     | 224                                     | 166                                     | 3253                                    |
| Fuente: Climate-Data.org                |                                         |                                         |                                         |                                         |                                         |                                         |                                         |                                         |                                         |                                         |                                         |                                         |                                         |

### Ubicación geográfica
Ixcán está en el departamento de Quiché y sus colindancias son:
- Norte: Chiapas, Estado de México
- Sureste: Cobán, municipio del departamento de Alta Verapaz
- Sur: Chajul y Uspantán, municipios del departamento de Quiché
- Oeste: Santa Cruz Barillas del Huehuetenango, departamento de Guatemala[12]

|                      | Norte: Chiapas       |                |
| Oeste: Huehuetenango |                      |                |
|                      | Sur: Chajul Uspantán | Sureste: Cobán |

## Gobierno municipal
Los municipios se encuentran regulados en diversas leyes de la República, que establecen su forma de organización, lo relativo a la conformación de sus órganos administrativos y los tributos destinados para los mismos.  Aunque se trata de entidades autónomas, se encuentran sujetas a la legislación nacional. Las principales leyes que rigen a los municipios en Guatemala desde 1985 son:
| N.º | Ley                                                | Descripción |
| --- | -------------------------------------------------- | --- |
| 1   | Constitución Política de la República de Guatemala | Tiene una regulación legal específica para los municipios en los artículos 253 al 262. |
| 2   | Ley Electoral y de Partidos Políticos              | Ley de carácter constitucional aplicable a los municipios en el tema de la conformación de sus autoridades electas. |
| 3   | Código Municipal                                   | Decreto 12-2002 del Congreso de la República de Guatemala. Tiene la categoría de ley ordinaria y contiene preceptos generales aplicables a todos los municipios, e inclusive contiene legislación referente a la creación de los municipios.             |
| 4   | Ley de Servicio Municipal                          | Decreto 1-87 del Congreso de la República de Guatemala. Regula las relaciones entra la municipalidad y los servidores públicos en materia laboral. Tiene su base constitucional en el artículo 262 de la constitución que ordena la emisión de la misma. |
| 5   | Ley General de Descentralización                   | Decreto 14-2002 del Congreso de la República de Guatemala. Regula el deber constitucional del Estado, y por ende del municipio, de promover y aplicar la descentralización y desconcentración económica y administrativa.                                |

El gobierno de los municipios de Guatemala está a cargo de un Concejo Municipal mientras que el código municipal —que tiene carácter de ley ordinaria y contiene disposiciones que se aplican a todos los municipios de Guatemala— establece que «el concejo municipal es el órgano colegiado superior de deliberación y de decisión de los asuntos municipales […] y tiene su sede en la circunscripción de la cabecera municipal». Por último, el artículo 33 del mencionado código establece que «[le] corresponde con exclusividad al concejo municipal el ejercicio del gobierno del municipio».
El concejo municipal se integra con el alcalde, los síndicos y concejales, electos directamente por sufragio universal y secreto para un período de cuatro años, pudiendo ser reelectos.
Existen también las Alcaldías Auxiliares, los Comités Comunitarios de Desarrollo (COCODE), el Comité Municipal del Desarrollo (COMUDE), las asociaciones culturales y las comisiones de trabajo. Los alcaldes auxiliares son elegidos por las comunidades de acuerdo a sus principios, valores, procedimientos y tradiciones, estos se reúnen con el alcalde municipal el primer domingo de cada mes. Los Comités Comunitarios de Desarrollo y el Consejo Municipal de Desarrollo tiene como función organizar y facilitar la participación de las comunidades priorizando necesidades y problemas.

## Historia

### Tras la Independencia de Centroamérica
En el año de 1825 el gobierno del Estado de Guatemala dividió el territorio en siete departamentos, siendo uno de ellos Totonicapán-Huehuetenango, el cual tenía siete municipios, entre ellos Jacaltenango; la constitución de 1825 también dividió el territorio en diez distritos con varios circuitos cada uno para la impartición de justicia y Jacaltenango fue sede del circuito del mismo nombre en el distrito N.º 9 (Totonicapán) al que pertenecían también Santa Ana Huista, San Antonio Huista, San Andrés, San Marcos, Concepción, Nentón, Petatán, Acatán, San Juan Ixcoy, San Sebastián Coatán, Santa Eulalia, Istatán, Ishcán —como se le decía entonces a esta región—, Ixcacao, Sajnabac, Paduano, Cajtavi, Lo de Alvarado, Tierra Negra y Montenegro, esta última ahora parte de México.

### Tras la Reforma Liberal de 1871
En 1871, el área todavía era mayormente tierras baldías y nacionales, considerada por los pueblos ixiles como zonas de reserva y cacería, donde había muy pocos poblados.  Durante el gobierno de Justo Rufino Barrios (1873-1885) se entregaron tierras a milicianos de los municipios de Chiantla y Malacancito de Huehuetenango, pero por el difícil acceso, las tierras no fueron ocupadas sino hasta en 1964.

### Convención de límites con México

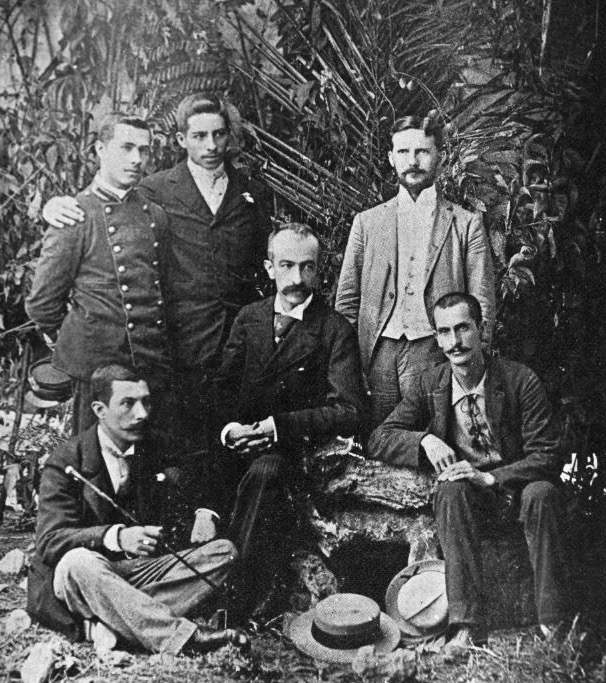
Comisión de ingenieros de Guatemala en el proyecto de la delimitación de límites con México.

Las primeras exploraciones en el área se realizaron cuando México y Guatemala decidieron trazar sus fronteras.  En virtud del convenio celebrado en la capital de México el 7 de diciembre de 1877 por los representantes de ambos países, fueron nombradas dos comisiones de ingenieros, una por cada nación para que reconocieran la frontera y levantaran un plano que sirviera para las negociaciones entre los dos países; aunque sólo se hizo un mapa de la frontera comprendida entre las faldas del volcán Tacaná y el océano Pacífico, se celebró la reunión del presidente Justo Rufino Barrios y Matías Romero, representante mexicano, en Nueva York el 12 de agosto de 1882, en la que se sentaron las bases para un convenio sobre límites, en las cuales hizo constar que Guatemala prescindía de los derechos que le asistieran sobre Chiapas y Soconusco y se fijaron los límites definitivos.  En noviembre de 1883, se dio principio al trazado de la frontera y al levantamiento del plano topográfico de sus inmediaciones, siendo jefe de la comisión guatemalteca el astrónomo Miles Rock, y sus colaboradores Edwin Rockstroh, Felipe Rodríguez, Manuel Barrera y Claudio Urrutia. En el primer año de trabajo se llegó únicamente al cerro Ixbul, y en el siguiente se buscó llegar al río Usumacinta o al río Chixoy, pero fue en extremo difícil debido a que no había caminos en el área.  Lo más difícil de sobrellevar fue lo inhóspito de la región de Ixcán en donde en seis meses murieron cerca de trescientos ayudantes.  Y, por último, se encontraron con que el río Chixoy estaba más al este de lo que se creía y lo fueron a encontrar cerca de Cobán, muy lejos de la frontera con México.  Ni Urrutia ni Rockstroh continuaron con la comisión, que entre 1884 y 1895 trabajó en estudios y trazados de las líneas del oeste y norte del Petén.
En 1895 hubo otro convenio entre el ministro de Guatemala en México, Sr. Emilio de León y el gobierno mexicano y se organizó una nueva comisión guatemalteca.  En esta oportunidad, el jefe de la comisión fue el ingeniero Urrutia y sus colaboradores fueron los ingenieros Manuel Amézquita, Fabián Ortiz y Ricardo Walker, junto con los ayudantes Rafael Aldana, Abraham Flores, José Víctor Mejía De León y Francisco Reyes.  En septiembre de ese año se hicieron presentes en la cabecera del Petén en donde se reunieron con la comisión mexicana. Luego de estudiar las diversas líneas trazadas por ambas comisiones, se llegó al convenio definitivo en enero de 1896, cuando se construyeron quince monumentos que demarcaban la frontera.

### Franja Transversal del Norte
Tras la contrarrevolución de 1954, el gobierno guatemalteco creó el Consejo de Planificación Económica (CNPE) y empezó a utilizar estrategias de libre mercado, asesorado por el Banco Mundial y la Administración de Cooperación Internacional (ICA) del gobierno de los Estados Unidos.  El CNPE y la ICA creó la Dirección General de Asuntos Agrarios (DGAA) la cual se encargó de desmantelar y anular los efectos del Decreto 900 de Reforma Agraria del gobierno de Jacobo Árbenz Guzmán.  La DGAA se encargó de la faja geográfica que colindaba con el límite departamental de Petén y las fronteras de Belice, Honduras y México, y que con el tiempo se llamaría Franja Transversal del Norte (FTN).
En 1962, la DGAA se convirtió en el Instituto Nacional de Transformación Agraria (INTA), por el decreto 1551 que creó la ley de Transformación Agraria.  En 1964, el INTA definió la geografía de la FTN como la parte norte de los departamentos de Huehuetenango, Quiché, Alta Verapaz e Izabal y ese mismo año sacerdotes de la orden Maryknoll y de la Orden del Sagrado Corazón iniciaron el primer proceso de colonización, junto con el INTA, llevando a pobladores de Huehuetenango al sector de Ixcán en Quiché. Cuatro años después, ya se habían conformado seis parcelamientos: Mayalán, Xalbal, La Resurrección, La Unión, Selva Reina y Los Ángeles.
Los parcelamientos formaron la Cooperativa Ixcán Grande el 1.º de enero de 1970.  En esos tiempos el sector Ixcán estaba formado por tierras de los municipios de Barillas, Huehuetenango y de Chajul y Uspantán en Quiché.  Los descendientes de los adjudicatarios del gobierno de Justo Rufino Barrios también se establecieron en el lugar, formando las aldeas Valle Candelaria y Santa María Candelaria, entre los ríos Ixcán y Xalbal.

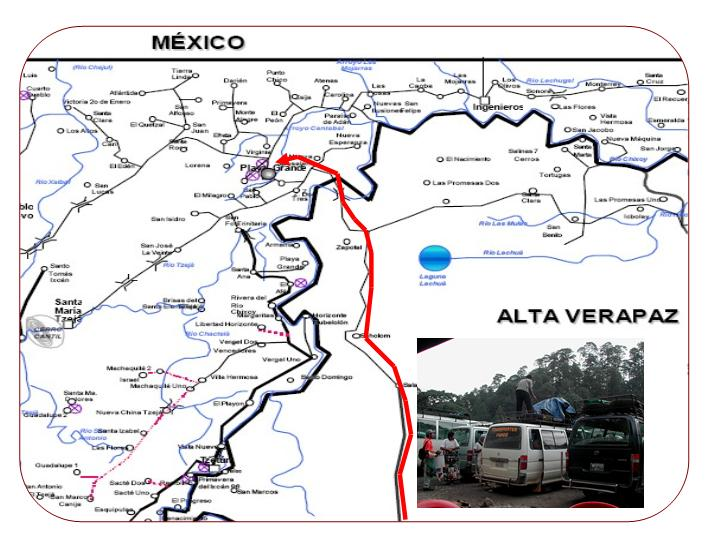
Mapa del Sector Ixcán al norte del departamento de Quiché en Guatemala.

El INTA siguió colonizando, y en 1970 el gobierno del general Carlos Arana Osorio declaró la zona como zona de desarrollo agrario por el decreto n.º 60-70, que oficialmente creó la Franja Transversal del Norte (FTN); en la FTN estaban incluidos los municipios: San Ana Huista, San Antonio Huista, Nentón, Jacaltenango, San Mateo Ixcatán, y Santa Cruz Barillas en Huehuetenango; Chajul y San Miguel Uspantán en el Quiché; Cobán, Chisec, San Pedro Carchá, Lanquín, Senahú, Cahabón y Chahal, en Alta Verapaz y la totalidad del departamento de Izabal.»
En 1976, cuando el presidente Kjell Eugenio Laugerud García llegó a visitar la cooperativa Mayalán en el sector de Ixcán, Quiché, el cual se había formado apenas diez 12 años antes, dijo:  «Mayalán está asentada en la cima del oro», dejando entrever que la Franja Transversal del Norte ya no sería dedicada a la agricultura ni al movimiento cooperativista, sino que sería utilizada por objetivos estratégicos de explotación de recursos naturales, especialmente petróleo y minerales..  Para entonces, militares, empresarios y políticos empezaron a obtener tierras en la región de la FTN.. Tras esa visita presidencial, las petroleras Basic Resources y Shenandoah Oil realizaron exploraciones en tierras de Xalbal, muy cerca de Mayalán, donde perforaron el pozo «San Lucas» con resultados infructuosos.

### Enfrentamiento armado interno de Guatemala
Tras el derrocamiento de Lucas García el 23 de marzo de 1982, subió al poder un triunvirato militar encabezado por el general Efraín Ríos Montt, junto con los coroneles Horacio Maldonado Shaad y Francisco Gordillo.  El 2 de junio de 1982, periodistas internacionales le realizaron una entrevista a Ríos Montt, quien dijo lo siguiente referente gobierno de Lucas García y la Franja Transversal del Norte:
| 1. ¿Cuáles fueron las causas del golpe de estado? Hubo muchas causas; había llegado a tal forma de descomposición el gobierno que él mismo estaba cortándose sus raíces; ya no tenía raíces ni en el pueblo ni en las instituciones. Como consecuencia se cayó; así, simple y llanamente. 2. ¿Había corrupción en el gobierno anterior? Tengo entendido que muchísima corrupción. Se llegó a tal grado con la corrupción que, siendo Guatemala un país con grandes reservas económicas, en dos años se acabaron las reservas económicas; y además dejaron hipotecado todo el país con las grandes construcciones que hicieron, como anillos periféricos que realmente no tenían ningún concepto de planificación desde el punto de vista de tránsito y de tráfico. 3. Durante el gobierno de Lucas García había muchos proyectos sociales, mucho más que en gobiernos anteriores, excepto en los gobiernos revolucionarios (1944-1954). ¿Cómo va a ser diferente este gobierno? No fue Lucas García sino que el gobierno en sí; ellos dieron parcelas a las orillas de la Transversal del Norte, para sacar (a los campesinos) de los terrenos en donde había petróleo. Después dieron tierras porque compraron tierras para quedarse con el dinero de la venta de fincas. Había unos terrenos de un determinado dueño, y agarró a esa gente y la tiró a lo largo de la Transversal del Norte, por eso hicieron la carretera a la Transversal del Norte: para paliar nada más la protesta de esta gente que fue sacada de sus terrenos, en donde había petróleo. |

En 1985, Ixcán se convirtió en municipio de Quiché.
Como consecuencia del Enfrentamiento armado interno, unas cincuenta mil personas totalmente desposeídas se escaparon o fueron trasladados por la insurgencia a zonas selváticas del departamento del Quiché pasando esos años escondidos del mundo exterior y fuera de control gubernamental. Una década después aproximadamente la mitad se mantenían aún allí, aunque las ofensivas del Ejército contra la insurgencia entre Amachel y Sumal entre 1987 y 1989 hicieron salir de allí a unas cinco mil personas.  Posteriormente otras se establecieron por su cuenta fuera de las Comunidades de Población en Resistencia (CPR), al norte de Uspantán.  A mediados de 1992, quedaban unos diecisiete mil habitantes de las CPR de la Sierra y unos seis mil en el Ixcán, o sea un total aproximado de veintitrés mil personas.
Étnicamente las CPR del Ixcán eran en su gran mayoría k'iches mientras que en las comunidades de la Sierra eran mayoritariamente ixiles, siendo el resto chajuleños, cotzaleños y k'iches, así como ladinos. Las comunidades visitadas resaltaron la convivencia en pie de igualdad de sus miembros de todo origen.
En enero de 1994, las CPR de Ixcán hicieron público su propósito de asentarse pacíficamente a partir del 2 de febrero en sus ubicaciones anteriores entre los ríos Ixcán y Xalbal en tierras de la Cooperativa del Ixcán Grande, cuyos socios son en su mayoría miembros de las CPR, e invitaron a la CIDH a comprobar su situación en lo que se refiere a derechos humanos.  El 9 y 10 de marzo de 1994, las CPR fueron Quiché fueron visitadas por miembros de la Comisión Iberoamericana de Derechos Humanos (IDEH); las comunidades visitadas fueron Santiaguito, San Luis, San Francisco, Los Altos y La Esperanza, (Ixcán) y las CPR en Cabá y Santa Clara (Sierra).  La Comisión visitó también poblaciones cercanas en Centro Veracruz, (Ixcán) y Asunción del Copón (Sierra), así como "trabajaderos" de algunas de las CPR y se entrevistó con patrullas militares operando en esos territorios. En dichos viajes la Delegación pudo observar también otras poblaciones del área, así como los cuarteles abandonados por el Ejército en Tercer y Cuarto Pueblo.

## Economía

### Exploración petrolera
Para 2013, la empresa Citation Resources, quien posee el 60 % de la compañía Latin American Resources Ltd. que opera en Guatemala, reportó lo siguiente acerca de sus campos petroleros de Atzam Oil, localizado en las selvas de Ixcán:
- Produciendo actualmente; se han definido oportunidades para perforar y hay una gran posibilidad de aumentar la exploración.
- Infraestructura operaciones y equipo ya instalados.
- Más de setenta y siete mil acres para explorar en el block 1-2005 dentro de la zona de Petén Sur en Guatemala.
- La producción en Atzam 4 se inició en junio de 2013, y Atzam 5 en octubre de 2013.
- Ya existen negociaciones para vender el 100 % del producto.
- Equipo de superficie fue actualizado en el último trimestre de 2013.
- La producción en 2013 era de aproximadamente ochocientos barriles diarios.[32]

El manejo del área es así:
- De acuerdo a la Constitución de Guatemala, el Estado de ese país centroamericano es el propietario de todos los recursos naturales que hay en el subsuelo, mientras que los dueños de las propiedades en la superficie controlan la superficie y los derechos de acceso al terreno.[33]
- Guatemala tiene un ambiente favorable para inversión petrolera:
  - Ganancia básica de 20 %, la cual aumenta con la calidad del petróleo extraído
  - 31 % de impuestos corporativos
  - Las empresas pueden recuperar el 100 % del los gastos de capital.[33]

El petróleo extraído del área es de alta calidad, con 32°-38°API, localizado a poca profundidad –de 800 a 1300 metros– y los pozos están localizados a menos de veinte kilómetros de Rubelsanto, el campo petrolero original en el área.

### Cultivo de palma africana

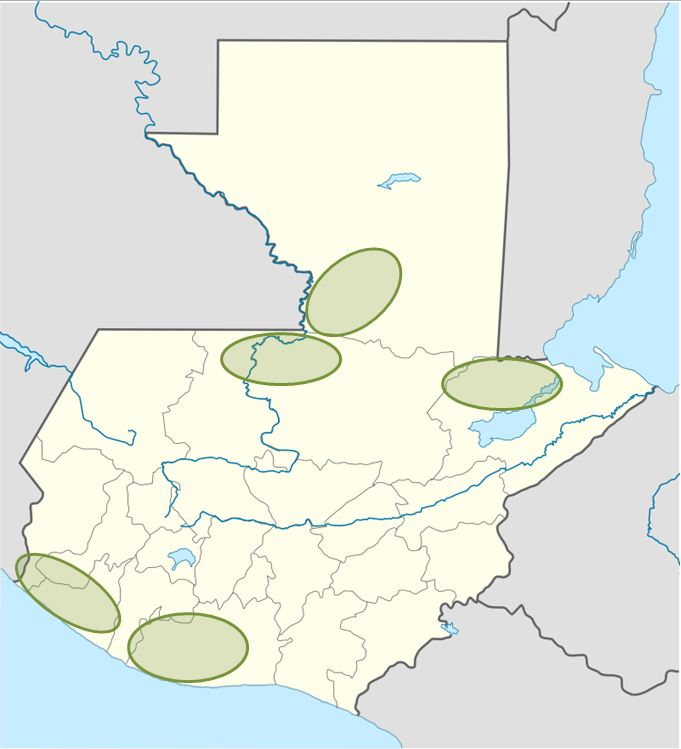
Áreas de cultivo de palma africana en Guatemala en 2014.

Satisfacer la demanda de aceites y grasas comestibles del mercado interno y parte del mercado externo ayuda a explicar por qué el aceite de palma ganó terreno desplazando otros aceites, lo que ha conducido al surgimiento de nuevas empresas asociadas a grandes capitales, en una nueva fase inversionista que se observa particularmente en los territorios que conforman la Franja Transversal del Norte. Convertirse en uno de los principales países agroexportadores de aceite de palma es el objetivo que ha motivado que las empresas palmeras se hayan enfrascado en una etapa de creciente producción, pese a la tendencia decreciente del precio internacional de ese aceite. El área de mayor dinamismo se observa en los municipios de Chisec y Cobán, Alta Verapaz; Ixcán, Quiché, y Sayaxché, Petén, donde opera Palmas del Ixcán, S.A. (PALIX), con plantaciones propias y productores independientes. Algo parecido ocurre en los municipios de Fray Bartolomé de Las Casas y Chahal, Alta Verapaz; y Livingston, Izabal; y San Luis, Petén, donde la empresa Naturaceites se ha posicionado.
La lógica para introducir la palma africana proviene de la sustitución gradual de las plantaciones de algodón en la zona. ltivo del algodón. A partir de la década de 1990 uno de los principales productores de algodón de Guatemala, la familia Molina Espinoza, comenzó a reconvertir zonas algodoneras y ganaderas de su propiedad, en plantaciones de palma africana. Con la destrucción de plantaciones bananeras en Izaba debido a huracanes, otros grupos empresariales como Agroamérica, de la familia Bolaños Valle, y Naturaceites –antes INDESA–, de la familia Maegli-Müeller, sustituyeron parte del cultivo de banano por el de palma africana. Los inversionistas en palma africana ampliaron sus plantaciones desde la costa sur hacia el norte del país, adquiriendo tierras en la Franja Transversal del Norte y Petén; para 2014 se estimó que el área sembrada de palma africana tenía una extensión de ciento treinta mil hectáreas.  El proyecto se fundó exclusivamente para la producción de agrodiésel de palma, el cual se vendería como materia prima bajo contrato a Green Earth Fuels (GEF) para su procesamiento y posterior transformación en plantas en los Estados Unidos.
La empresa Green Earth Fuels se caracteriza por ser una productora de agrocombustibles de materias primas agrícolas diferentes; originalmente, en la empresa PALIX los únicos socios eran GEF (99.999 %) y el empresario guatemalteco José Miguel Enrique Arriola Fuxet (0.001 %) con un capital inicial de 29.4 millones de US$. Pero en 2010 Arriola Fuxet se retiró como socio quedando la empresa completamente en manos de estadounidenses. El proyecto se perfilaba como una mega inversión en agrodiésel de palma, que aprovecharía las ventajas que le representaba el asfaltado de la carretera de la FTN, que estaba en marcha desde el gobierno de Óscar Berger Perdomo y que la conectaría con el puerto de Santo Tomás de Castilla.  Pero la caída de los precios del aceite de palma y la prohibición en Estados Unidos del uso de aceite de palma para la producción de agrodiésel –debido a la presión de los productores de maíz de ese país– condujeron a que GEF se retirara del proyecto.
Tras el retiro de GEF PALIX pasó a ser parte del grupo Tecún de la familia Maegli-Müeller, quienes también poseen la empresa Naturaceites que tiene plantaciones de palma africana en Fray Bartolomé de las Casas y Chahal en Alta Verapaz, en El Estor y Livingston, Izabal y en San Luis, Petén. En 2014, en la frontera entre Guatemala y México delimitada por el río Salinas, PALIX tiene sus una de sus plantaciones en la comunidad de La Soledad; en el área de Ixcán hay productores independientes de palma en la región bordeada por el río Chixoy y la frontera con México, en donde se encuentran las comunidades de Vista Hermosa, Providencia, Santa Cruz y Las Flores; finalmente, en el área petrolera de Rubelsanto –por donde pasa la carretera de la FTN– alberga a pequeños productores independientes y se encuentran las grandes plantaciones de PALIX y de otras empresas asociadas.  Existen denuncias por contaminación en el río El Jute que pasa por la finca Chiriviscal en la carretera de la FTN.